# Юзица

Юзица — река в Вологодской области России.
Протекает по территории Бабушкинского района. Слиянием с рекой Озерихой образует реку Юзу в 92 км от устья, являясь её левой составляющей. Длина реки составляет 19 км, площадь водосборного бассейна — 82 км².

## Данные водного реестра
По данным государственного водного реестра России относится к Верхневолжскому бассейновому округу, водохозяйственный участок реки — Унжа от истока и до устья, речной подбассейн реки — Бассей притоков Волги ниже Рыбинского водохранилища до впадения Оки. Речной бассейн реки — (Верхняя) Волга до Куйбышевского водохранилища (без бассейна Оки).
По данным геоинформационной системы водохозяйственного районирования территории РФ, подготовленной Федеральным агентством водных ресурсов:
- Код водного объекта в государственном водном реестре — 08010300312110000014658
- Код по гидрологической изученности (ГИ) — 110001465
- Код бассейна — 08.01.03.003
- Номер тома по ГИ — 10
- Выпуск по ГИ — 0